# ديفيد وارد (جغرافي)
ديفيد وارد (بالإنجليزية: David Ward)‏ هو جغرافي أمريكي، ولد في 8 يوليو 1938 في مانشستر في المملكة المتحدة.